# Ново Село (Велес)
Ново Село (мкд. Ново Село) је насеље у Северној Македонији, у средишњем делу државе. Ново Село је насеље у оквиру општине Велес.

## Географија
Ново Село је смештено у средишњем делу Северне Македоније. Од најближег града, Велеса, село је удаљено 8 km источно.
Село Ново Село се налази у историјској области Повардарје. Село се сместило у источном делу Велешке котлине, на месту где она постепено прелази у Картманско поље. Надморска висина насеља је прилбижно 340 метара.
Месна клима је измењена континентална са значајним утицајем Егејског мора (жарка лета).

## Становништво
Ново Село је према последњем попису из 2002. године било без становника. Село је плански исељено после Другог светског рата, а последњи пут је забележено становништво на попису 1971. године, када су ту живела 2 становника.
Већинско становништво у насељу били су етнички Македонци.
Претежна вероисповест месног становништва било је православље.